# Hesycha microphthalma
Hesycha microphthalma là một loài bọ cánh cứng trong họ Cerambycidae.